# Li Song (pintor)

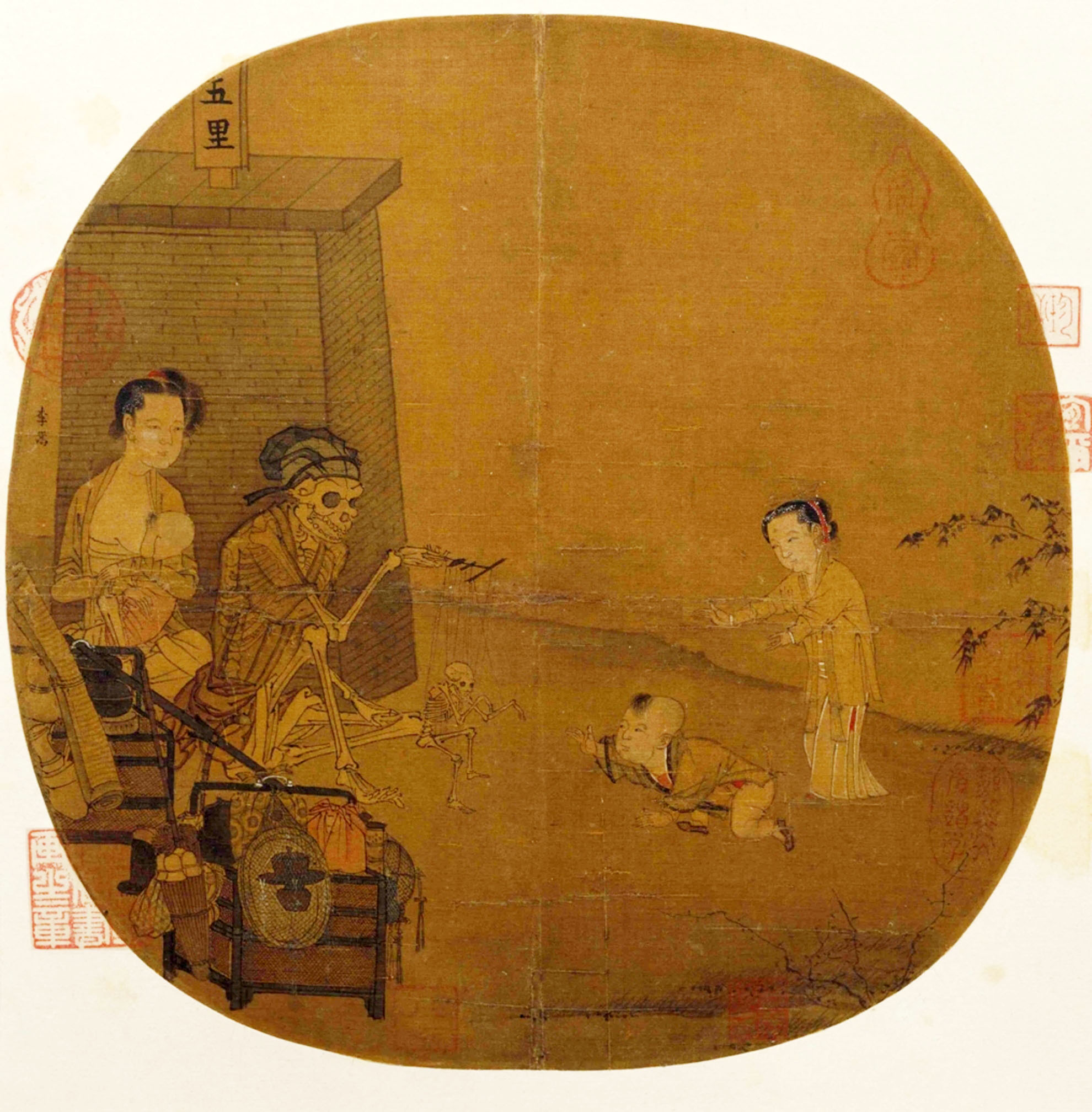
Xou fantàstic amb esquelets (骷髏幻戲圖)

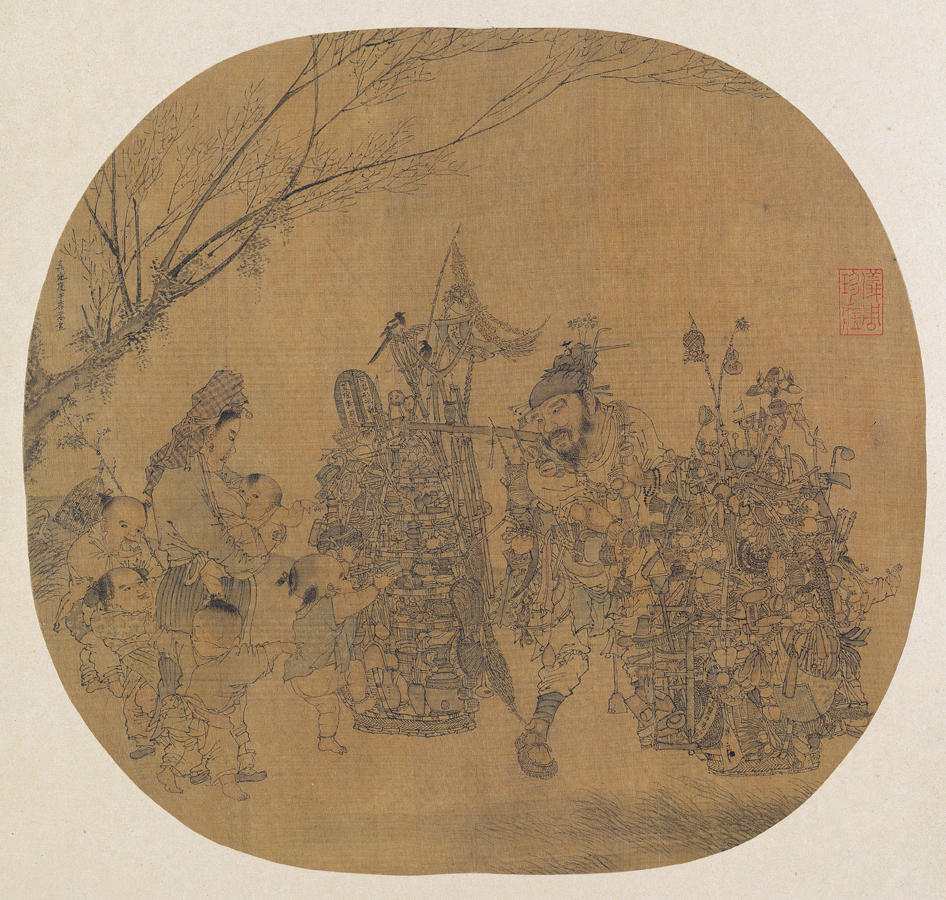
“ El venedor de quincalla”

Li Song (xinès simplificat:李嵩; xinès tradicional:李嵩; pinyin: Lǐ Sōng) fou un pintor xinès de la cort imperial que va viure sota la dinastia Song. Era originari de Qian Tang, actualment Hangzhou, província de Shejiang. No es coneixen les dates exactes del seu naixement ni de la seva mort però se sap que mantenir la seva activitat artística entre els anys entre 1190 i 1230.Inicialment va treballar de fuster. El pintor Li Gongxun va ser el seu pare adoptiu.
Li Song va aprendre a pintar amb Li Gongxun que era pintor de la cort. Song també va arribar a ser un artista de la cort imperial i fou cèlebre per les seves obres amb figures humanes,la vida quotidiana. Entre les seves pintures destaquen: “El cistell de flors”, “El xou fantàstic amb esquelets” i “El venedor de quincalla”.